# Старосельє (Велізький район)
Старосельє (рос. Староселье) — присілок Велізького району Смоленської області Росії. Входить до складу Заозерського сільського поселення.
Населення — 6 осіб (2007 рік). 